# غیرمجاز (فیلم)
غیرمجاز فیلمی به کارگردانی حسن یکتاپناه، نویسندگی محمد سلیمانی و تهیه‌کنندگی محمدحسین عامری‌پویا محصول سال ۱۳۹۴ است.

## خلاصه داستان
داستان فیلم دربارهٔ دختر جوانی است که در پی یافتن نامزد خود به تهران می‌آید. او در این راه با ناملایماتی روبرو می‌شود و توقع آن را ندارد.

## بازیگران
- میلاد کی‌مرام
- لیلا زارع
- لوون هفتوان
- پریوش نظریه
- یاسمن معاوی
- نگار جوکار
- محمدرسول صفری
- وحید رحمتی
- امیر فرزام
- سنا حیدریان
- علی سیفی‌پور
- شیرین فرخنده‌نژاد
- آزیتا فیروزبخت
- محمدحسین عامری‌پویا